# 岡田美智男
岡田 美智男（おかだ みちお、1960年 - ）は、日本の情報科学、認知科学の研究者。筑紫女学園大学 副学長・現代社会学部 教授、元豊橋技術科学大学 情報・知能工学系 教授。専門分野は、コミュニケーションの認知科学、社会的ロボティクス、ヒューマン-ロボットインタラクションなど。
自らはゴミを拾えないものの、子どもたちの手助けを上手に引き出しながら、ゴミを拾い集めてしまう〈ゴミ箱ロボット〉、モジモジしながらティッシュをくばろうとする〈アイ・ボーンズ〉、昔ばなしを語り聞かせるも、ときどき大切な言葉をもの忘れしてしまう〈トーキング・ボーンズ〉など、関係論的な行為方略を備えた〈弱いロボット〉の概念を提唱。小学生5年生向け国語教科書(東京書籍)に「「弱いロボット」だからできること」が掲載されている。

## 略歴
- 1960年：福島県石川郡浅川町生まれ[2]
- 1978年3月：福島県立白河高等学校卒業[2]
- 1982年3月：宇都宮大学工学部電子工学科卒業[3]
- 1987年3月：東北大学大学院工学研究科情報工学専攻博士後期課程修了（工学博士）[3]
- 1987年4月：日本電信電話株式会社(NTT) 基礎研究所 情報科学研究部 研究員
- 1995年2月：国際電気通信基礎技術研究所(ATR) 知能映像通信研究所 主任研究員
- 2001年10月：国際電気通信基礎技術研究所(ATR) メディア情報科学研究所 主任研究員
- 2002年10月：国際電気通信基礎技術研究所(ATR) 知能ロボティクス研究所 主任研究員
- 2003年6月：国際電気通信基礎技術研究所(ATR) 人間情報科学研究所 主任研究員
- 2004年4月：国際電気通信基礎技術研究所(ATR) ネットワーク情報学研究所 生態学的コミュニケーション研究室 室長
- 1998年4月～2006年3月：京都大学大学院情報学研究科システム科学専攻人間機械共生系連携講座 客員助教授(兼務)
- 2006年4月：豊橋技術科学大学 情報・知能工学系 教授
- 2025年4月：筑紫女学園大学 副学長・現代社会学部 教授 (現在に至る)

## 主な著書

### 単著
- 『〈弱いロボット〉から考える ― 人、社会、生きること』、岩波ジュニア新書 (2024)
- 『ロボット ― 共生に向けたインタラクション』、知の生態学の冒険 J・J・ギブソンの継承1、東京大学出版会(2022)[4]
- 『〈弱いロボット〉の思考 ― わたし・身体・コミュニケーション』、講談社現代新書(2017)
- 『弱いロボット』、シリーズ ケアをひらく、医学書院(2012)
- 『口ごもるコンピュータ』、情報フロンティア・シリーズ(9)、共立出版(1995)

### 共編著
- 『ロボットの悲しみ ― コミュニケーションをめぐる人とロボットの生態学』、新曜社(2014)
- 『身体性とコンピュータ』、共立出版 (2000)

### 分担執筆
- "Systems Design Based on the Benefits of Inconvenience"、Translational Systems Sciences 31, Springer (2023)
- 『「心」のお仕事 ― 今日も誰かのそばに立つ24人の物語』、シリーズ・１４歳の世渡り術、河出書房新社 (2021)
- 『世界を読み解く科学本 ― 科学者25人の100冊』、河出文庫、河出書房新社(2021)
- 『わたしたちのウェルビーイングをつくりあうために ― その思想、実践、技術』、BNN新社(2020)
- 『レジリエンス』、ハーバード・ビジネス・レビュー EIシリーズ、ダイヤモンド社(2019)
- 『モビリティと人の未来 ― 自動運転は人を幸せにするか』、平凡社(2019)
- 『不便益 ― 手間をかけるシステムのデザイン』、近代科学社(2017)
- 『私たちの日本語研究 ― 問題のありかと研究のあり方』、朝倉書店(2015)
- 『日本語教育学のデザイン ― その地と図を描く』、凡人社(2015)
- 『知の生態学的転回３ ― 倫理　人類のアフォーダンス』、東京大学出版会(2013)
- 『モノ学・感覚価値論』、晃洋書房(2010)
- 『モノ学の冒険』、創元社(2009)
- 『発達科学への招待』、かもがわ出版(2008)
- 『「使いやすさ」の認知科学 ― 人とモノとの相互作用を考える』、共立出版(2003)
- 『AI奇想曲』、NTT出版(1992)

### 教科書・参考書における掲載
- 「「弱いロボット」だからできること」、小学校国語科用文部科学省検定教科書『新しい国語 五』(東京書籍)
- 「「弱いロボット」の誕生」、高等学校国語科用文部科学省検定教科書『標準 現代の国語』(第一学習社)
- 「「弱いロボット」の誕生」、高等学校国語科用文部科学省検定教科書『新編 現代の国語』(第一学習社)
- 「Weak Robots」、高等学校外国語科用文部科学省検定教科書『MY WAY English Communication I』(三省堂)
- 「Weak Robots」、高等学校外国語科用文部科学省検定教科書『CROWN English Communication Ⅲ』(三省堂)

- 「〈弱いロボット〉の思考」、『ちくま科学評論選』、筑摩書房(2018)
- 「目玉ジャクシの原初的サッカー」、『ちくま評論文の論点２１』、筑摩書房(2020)
- 「弱いロボット」、『中高生のための文章読本』、筑摩書房(2022)

## 主な受賞歴
- 平成29年度科学技術分野の文部科学大臣表彰「科学技術賞」(科学技術振興部門)
- 第31回大川出版賞 (『ロボット ー 共生に向けたインタラクション』)[5]
- 第24回ヒューマンインタフェース学会論文賞 (社会的受容性を志向するロブジェクト概念の提案)
- 第21回ヒューマンインタフェース学会論文賞 (ロボットの言葉足らずな発話が生み出す協調的インタラクションについて)
- 第19回ヒューマンインタフェース学会論文賞 (非流暢性を伴うロボット(Talking-Ally)の発話調整方略とその聞き手に対する適応に関する研究)
- 第11回ヒューマンインタフェース学会論文賞 (Sociable Dining Table: 相互適応による「コンコン」インタフェースに向けて)
- 2020年日本感性工学会 出版賞 (『不便益 ―手間をかけるシステムのデザイン―』)
- Human Agent Interaction 2019 Best Poster Award (Pocketable- Bones: A Portable Robot Sharing Interests with User in the Breast Pocket)
- ICSR2016 Robot Design Competition, Best Robot Design (Special Recognition) Award (A Social Robot Platform for Personalized Interactive Companions)
- RO-MAN2015 Best Paper Award Finalist (Talking-Ally: What is the Future of Robot's Utterance Generation?)
- HRI2013 Best Demonstration (Honorable Mention) Award (Sociable Creatures for Child-Robot Interaction Studies)
- HRI 2010 Best Late-Breaking Report Award (STB: Human-Dependent Sociable Trash Box)
- ICSR 2010 Best Paper Award Finalist (STB: Intentional Stance Grounded Child-dependent Robot)